# زمرة خطية
في الرياضيات، زمرة مصفوفات (بالإنجليزية: Matrix group)‏ أو مصفوفة خطية هي زمرة G تتكون من مصفوفات قابلة للعكس على حقل معين K.